# Clinton Davisson
Clinton Joseph Davisson (Bloomington (Illinois), 22 oktober 1881 – Charlottesville (Virginia), 1 februari 1958) was een Amerikaans natuurkundige. Hij kreeg de Nobelprijs voor Natuurkunde in 1937, samen met George Paget Thomson, voor de ontdekking van elektronendiffractie.

## Biografie
Davisson werd geboren in Bloomington als zoon van handwerksman Joseph Davisson, afstammeling van vroege Nederlandse en Franse kolonisten, en onderwijzeres Mary Calvert van Engelse en Schotse afkomst. Hij volgde openbare onderwijs in zijn geboortestad. Door zijn uitmuntendheid in wis- en natuurkunde op de highschool kreeg hij na zijn diplomering in 1902 een studiebeurs voor de universiteit van Chicago, waar hij onder de hoede kwam van professor Robert Millikan. Vanwege financiële problemen moest hij zijn studie voortijdig afbreken en vond hij werk bij een lokaal telefoonbedrijf.
In januari 1904 werd hij op voordracht van Millikan aangesteld als natuurkundige assistent op de Purdue-universiteit. In juni dat jaar keerde hij terug naar Chicago en bleef op de universiteit aldaar tot augustus 1905. De maand daarop werd hij, wederom op voordracht van Millikan, benoemd tot deeltijddocent natuurkunde op de Princeton-universiteit. Deze functie behield hij tot 1910, terwijl hij in de avonduren en in de zomermaanden zijn studie voortzette. In augustus 1908 behaalde hij aan de universiteit van Chicago zijn bachelor (B.Sc.). Zijn doctoraalonderzoek deed hij onder begeleiding van Owen Richardson en in 1911 behaalde hij aan Princeton zijn doctoraat. Datzelfde jaar huwde hij Richardsons zus, Charlotte Maria. Samen kregen ze drie zonen en een dochter.

## Carrière

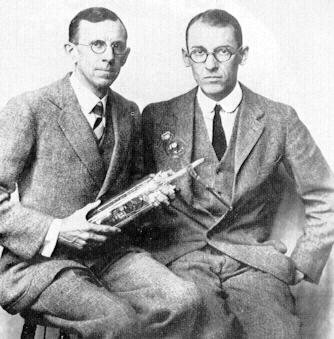
Clinton Davisson (links) en Lester Germer (rechts)

Aansluitend werd Davisson benoemd tot assistent-professor aan het Carnegie Institute of Technology, Pittsburgh. Tussentijds werkte hij gedurende de zomer van 1913 kortstondig in het Cavendish Laboratory onder professor Joseph John Thomson. In 1917 nam hij verlof om oorlogsgerelateerd onderzoek te doen op de engineeringsafdeling van de Western Electric Company (het latere Bell Labs). Aan het einde van de oorlog accepteerde hij een vaste betrekking bij Western Electric met de garantie dat hij er ook basisonderzoek mocht doen.
Davisson begon met het onderzoek van de elektronenemissie afkomstig uit een platinumoxideoppervlak onder beschieting van positief geladen ionen. Dit onderzoek leidde er uiteindelijk toe tot de ontdekking van het verschijnsel van elektronendiffractie in 1927. Door afbuiging van elektronenstralen door het rooster van een nikkelen eenkristal kon Davisson samen met Lester Germer experimenteel aantonen dat elektronen ook een golfkarakter bezaten. Hiermee werd een belangrijk bewijs geleverd voor de hypothese van De Broglie. Voor deze ontdekking kreeg hij in 1937 de Nobelprijs voor de Natuurkunde, een prijs die hij moest delen met de Brit George Paget Thomson die onafhankelijk dezelfde ontdekking had gedaan.
Tevens deed Davisson onderzoek naar warmtestraling en elektronenoptica. Na 29 dienstjaren bij Bell Labs ging Davisson in 1946 met pensioen. Van 1947 tot 1949 was hij nog wel gastdocent natuurkunde aan de universiteit van Virginia.

## Erkenning
Naast de Nobelprijs mocht Davisson nog enkele prestigieuze wetenschappelijke onderscheidingen in ontvangst nemen, waaronder Com Stock-prijs (1928) van de National Academy of Sciences, de Elliott Cresson Medal (1931), de Hughes Medal (1935) van de Royal Society en de Alumni Medal van de universiteit van Chicago in 1941. Verder kreeg hij eredoctoraten van de Purdue-universiteit, Princeton, de universiteit van Lyon en Colby College.